# Centralwings
Centralwings is een voormalige lagetarief-luchtvaartmaatschappij, die als thuishaven Łódź in Polen had. Zij was de goedkopere sectie van de LOT Polish Airlines. De luchtvaartmaatschappij was de enige budget-luchtvaartmaatschappij die vanaf Luchthaven Frédéric Chopin vloog. Zij deelde hier poorten ("gates") met LOT. Zij had ook hubs op Katowice International Airport en Kraków-Balice. Het motto van de luchtvaartmaatschappij was: "Betaal minder, verwacht meer". De maatschappij werkte volgens het no frills-concept.

## Geschiedenis
De luchtvaartmaatschappij is in december 2004 opgezet en begon in februari 2005 met het leveren van diensten. De luchtvaartmaatschappij had een samenwerkingsverband met Lufthansa en haar goedkopere hulpbedrijf Germanwings. Beide "wings" deelden het frequentflyerprogramma en vliegschema's, ze behoorden echter niet aan dezelfde bezitter. Centralwings, zoals de naam als verklaart, was een concurrent op de Centraal-Europese markt, namelijk Polen. Hiervoor gebruikten ze Boeing 737's van LOT. Centralwings stond onder het publiek bekend als een luchtvaartmaatschappij zonder vast vliegschema. De tijden van aankomst en vertrek konden een week van tevoren nog gewijzigd worden.
In de tweede helft van 2008 kwam Centralwings in financiële problemen. Een aangekondigde reorganisatie baatte niet. Na 31 mei 2009 werden de vluchten van de maatschappij gestaakt. Op 9 juni 2009 sprak de rechtbank in Warschau het faillissement van de maatschappij uit.

## Vloot
De vloot van Centralwings bestond uit de volgende vliegtuigen (september 2007):
- 3 Boeing 737-300's
- 6 Boeing 737-400's